# ADVENTURE (ナオト・インティライミのアルバム)
『ADVENTURE』（アドベンチャー）は、日本のシンガーソングライター・ナオト・インティライミが2011年5月11日にユニバーサルシグマから発売した2枚目のオリジナルアルバムである。

## 内容
- ナオト・インティライミ名義では2枚目となるフルアルバム。
- 通常盤と初回限定盤の二種リリース。初回限定盤にはDVD付き。

## 収録曲
| 全作曲: ナオト・インティライミ。 |                           |                                    |                        |                                  |      |
| #                                | タイトル                  | 作詞                               | 作曲・編曲             | 編曲                             | 時間 |
| 1.                               | 「Dreammaker」            | ナオト・インティライミ・SHIKATA    | ナオト・インティライミ | SHIKATA・REO                     | 3:43 |
| 2.                               | 「今のキミを忘れない」    | ナオト・インティライミ             | ナオト・インティライミ | SHIKATA・REO                     | 4:24 |
| 3.                               | 「Blave」                 | ナオト・インティライミ・SHIKATA    | ナオト・インティライミ | SHIKATA・REO                     | 4:18 |
| 4.                               | 「青春サンポ」            | ナオト・インティライミ・常田真太郎 | ナオト・インティライミ | soundbreakers                    | 5:24 |
| 5.                               | 「スパイス」              | ナオト・インティライミ             | ナオト・インティライミ | soundbreakers                    | 3:13 |
| 6.                               | 「おまかせピーターパン」  | ナオト・インティライミ             | ナオト・インティライミ | 大久保薫                         | 2:51 |
| 7.                               | 「DON-PACHI」             | ナオト・インティライミ             | ナオト・インティライミ | 大久保薫                         | 3:30 |
| 8.                               | 「Adventure」             | ナオト・インティライミ             | ナオト・インティライミ | 大久保薫・ナオト・インティライミ | 3:18 |
| 9.                               | 「さよならボーイ」        | ナオト・インティライミ・O-live     | ナオト・インティライミ | 小山晃平                         | 4:08 |
| 10.                              | 「ありったけのLove Song」 | ナオト・インティライミ・常田真太郎 | ナオト・インティライミ | Naoki-T                          | 4:54 |
| 11.                              | 「TOWA」                  | ナオト・インティライミ             | ナオト・インティライミ | SHIKATA・REO                     | 4:57 |
| 12.                              | 「ラフラフ」              | ナオト・インティライミ             | ナオト・インティライミ | 大久保薫・ナオト・インティライミ | 4:00 |
| 13.                              | 「愛のカタチ」            | ナオト・インティライミ             | ナオト・インティライミ | ナオト・インティライミ           | 2:22 |
| 合計時間:                        | 合計時間:                 | 合計時間:                          | 合計時間:              | 51:02                            |      |

| #  | タイトル                                                   | 作詞 | 作曲・編曲 |
| -- | ---------------------------------------------------------- | ---- | ---------- |
| 1. | 「今のキミを忘れない (Music Video)」                       |      |            |
| 2. | 「Brave (Music Video)」                                    |      |            |
| 3. | 「タカラモノ 〜この声がなくなるまで〜 (Live @日本武道館)」 |      |            |

## 演奏
- ナオト・インティライミ
  - ボーカル、コーラス (#1ｰ12)
  - アコースティックギター (#4.5.7.9.12.13)
  - エレクトリックギター、ガットギター (#6)
  - キーボード、プログラミング、鍵盤ハーモニカ、もろもろのパーカッション関係 (#13)
- SHIKATA
  - キーボード、プログラミング (#1.2.3.11)
  - コーラス (#1)
- 木島靖夫
  - アコースティックギター (#1)
  - エレクトリックギター (#1.8.11.12)
  - ガット・ギター (#3)
- REO：キーボード、プログラミング (#2)
- ミトカツユキ：ピアノ (#2.11)
- 四家卯大：ストリングス、ストリングスアレンジ (#2.3.10)
- 冲祥子：ストリングス (#2.3)
- 田島朗子：ストリングス (#2.3.10)
- 青木史子：ストリングス (#2.10)
- 下川美帆：ストリングス (#3.10)
- 阿部奈穂子、保科由貴、中澤圭子、馬江尚子、渡辺一雄：ストリングス (#3)
- soundbreakers
  - キーボード、プログラミング (#4.5)
  - ピアノ (#5)
- 小林俊太郎：ピアノ (#4)
- 池田森：ハーモニカ (#5)
- 大久保薫
  - キーボード (#6.7.8.12)
  - プログラミング (#6.7.8.11.12)
  - ストリングスアレンジ (#11)
- 佐々木史郎：トランペット (#6.12)
- 河合わかば：トロンボーン (#6.12)
- 勝田一樹 (DIMENSION)：サックス (#6.12)
- 森の愉快な仲間達：コーラス (#6.12)
- 小山晃平：ベース、アコースティックギター・ソロ、キーボード、プログラミング (#9)
- Naoki-T：アコースティックギター、ピアノ、キーボード、プログラミング、ストリングスアレンジ (#10)
- 波田野哲也：ドラムス (#10)
- 伊勢三木子、南條由起、関明子、橋本しのぶ：ストリングス (#10)
- 竹本健一：コーラス (#10)
- 前田啓介 (レミオロメン)：ベース (#12)
- DJ SIGMA：スクラッチ (#12)
- 鈴木渉：ベース (#13)